# Alcanena
Alcanena (aɫkɐ'nenɐ) è un comune portoghese di 14 600 abitanti situato nel distretto di Santarém.
A Minde è parlato la Lingua minderica da 500 persone.

## Società

### Evoluzione demografica
| 1920  | 1930  | 1960  | 1981  | 1991  | 2001  | 2004  |
| 10207 | 11122 | 14773 | 14287 | 14373 | 14600 | 14763 |

## Freguesias
- Alcanena
- Bugalhos
- Espinheiro
- Louriceira
- Malhou
- Minde
- Moitas Venda
- Monsanto
- Serra de Santo António
- Vila Moreira

## Amministrazione

### Gemellaggi
Alcanena è gemellata con:
- Santa Croce sull'Arno